# Girls Aloud
Girls Aloud – brytyjski girlsband stworzony w programie Popstars na kanale ITV1 w edycji The Rivals z 2002 roku. Dziewczyny zwyciężyły w imprezie Smash Hits oraz zdobyły nagrodę TMF. Były także nominowane do BRIT Award. Grupa, składająca się z Cheryl Cole (z.d. Tweedy), Nadine Coyle, Sarah Harding, Nicola Roberts i Kimberley Walsh, ustanowiła rekord 20 (wszystkich) singli w pierwszej dziesiątce (włączając 4 na pierwszej pozycji). 18 lutego 2009 roku zdobyły swoją pierwszą nagrodę na BRIT Awards w kategorii „Najlepsza piosenka pop”. Zdobyły też popularność w Europie hitami #1 w Grecji czy w Irlandii. Udowodniły swą urodę, zdobywając Glamour Women of the Year Award oraz FHM Bloke Award.

## Kariera

### Muzyka

#### 2002–2004:Sound of the Underground
Po ogromnym sukcesie singla Sound of the Underground, nowo uformowana grupa pracowała przez pięć miesięcy nad swym debiutanckim albumem.
Nieco później, w maju 2003, nagrały hit „No Good Advice”. Piosenka zebrała negatywne oceny. Same wokalistki oceniły teledysk jako najmniej przez nie lubiany, ze względu na trudności przy jego produkcji. W tym samym roku tenże wideoklip uznano za jeden z najseksowniejszych.
Debiutowy album „Sound of the Underground” został wydany 26 maja 2003. Uplasował się na drugiej pozycji tuż za albumem Justina Timberlake’a „Justified”. Piosenka „Girls Allowed”, została napisana dziewczynom przez byłego członka grupy Westlife – Bryana McFaddena. Współautorem piosenki „Some Kind of Miracle” była Edele Lynch.
Trzeci singel „Life Got Cold”, wydany 23 sierpnia, zajął trzecie miejsce. Pomógł on powrócić albumowi do UK Top 20.
W październiku 2003 roku został wydany cover piosenki Pointer Sisters – „Jump (For My Love)”. Piosenka towarzyszyła soundtrackowi do filmu „Love Actually”. Singel uplasował się na miejscu drugim, tuż za piosenką „Westlife” – „Mandy”. „Jump” pomógł we wzroście sprzedaży reedycji albumu (wydanego 1 grudnia 2003), który uzyskał miano brytyjskiej „platynowej płyty”.
W nowej wersji albumu na miejsce trzech usuniętych piosenek wstawiono nowe: „Jump (For My Love)”, „You Freak Me Out” (ścieżka dźwiękowa do filmu „Zakręcony piątek”) oraz „Girls On Film” (Cover zespołu Duran Duran, B-Side do singla „Life Got Cold”). „You Freak Me Out” został wykonany na programie CD:UK na początku roku 2004. Prezenter tego kanału ogłosił, że to będzie ich kolejny singel, jednak plany zrobienia klipu zostały porzucone, a dziewczyny rozpoczęły pracę nad kolejnym albumem.
Z powodu gwałtownej obniżki ceny i wysokiej popularności kolekcji „Greatest Hits”, w grudniu 2006 „Sound Of The Underground” powracając na Top 75 sprzedał się w liczbie 10.000 kopii dając ogólnie, wynik ok. 330.000 kopii, co nie uratowało go przed tytułem „Najgorzej sprzedającego się albumu Girls Aloud”. Uplasował się blisko za „Chemistry” – 360.000 i „What Will the Neighbours Say” – 570.000.
Album utrzymał się w Top 75 przez 20 tygodni w okresie ponad trzech lat.

#### 2004–2005:What Will The Neighbours Say?
Po krótkiej przerwie, dziewczyny powróciły na scenę, razem z nowym singlem „The Show”, który był pierwszą piosenką z ich drugiego albumu. Nowy singel posiadał, rzadko używaną strukturę, dla piosenki w popowych rytmach. Na tak zbudowanej ekscytacji i oczekiwaniu, wszedł na listę miejscem drugim.
Kolejny singel „Love Machine” także uplasował się na miejscu drugim, jednocześnie stając się drugą grupą (po Spice Girls), która wydała 6 singli w pierwszej trójce w Wielkiej Brytanii. Singel „Love Machine” został nominowany do nagrody „Piosenka Roku”, kanału ITV ostatecznie zajął szóste miejsce. Piosenka została też wykorzystana w reklamie Homebase.
Ich siódmy singel, cover hitu grupy „The Pretenders” piosenki „I’ll Stand by You”, zajął pierwsze miejsce na liście w listopadzie 2004 i nie schodził z niego przez dwa tygodnie. Został singlem roku 2004 dla akcji „Dzieci w potrzebie"(Children in Need). „I’ll Stand by You” sprzedał się w liczbie prawie 60.000 kopii w ciągu pierwszego tygodnia.
Album What Will the Neighbours Say? został wydany dnia 29 listopada 2004 i wszedł na listę miejscem szóstym. W tworzeniu albumu (tj. pisaniu utworów, współtworzeniu tekstów itd.) pomógł(a) Xenomania. Natychmiastowy wzrost popularności tego albumu sprawiło zrobienie pierwszej, w twórczości Girls Aloud, trasy koncertowej o nazwie What Will The Neighbours Say? Live, która miała miejsce w maju 2005 roku. What Will the Neighbours Say? zebrał doskonałe opinie; nawet najbardziej wymagający krytycy uznali, że What Will the Neighbours Say? jest lepszy niż ich debiutowy album. Sprzedał się w liczbie 400.000 kopii w ciągu pierwszego miesiąca, zyskując miano platyny.
Ostatnim singlem został „Wake Me Up”, wydany w lutym 2005. Uplasował się na miejscu 4, stając się pierwszym singlem Girls Aloud, który opuścił pierwszą trójkę oraz ósmym, który był w pierwszej piątce.
Na początku roku 2005 dziewczyny wygrały „Glamour Magazine Award” w kategorii „Zespół roku” były również nominowane do „BRIT Award” jako „Best Pop”.

#### 2005–2006: Chemistry
Po zakończeniu swojej pierwszej trasy koncertowej, dziewczyny wróciły do studia, aby nagrać nowy album. Pierwszym singlem z „Chemistry” została piosenka Long Hot Summer, która dotarła do 7. miejsca na brytyjskiej liście przebojów. Kolejnym singlem zostało Biology, które, jak się później okazało, stało się najpopularniejszym singlem z tego albumu, docierając do miejsca czwartego.
5 grudnia miał swoją premierę album „Chemistry”. Album zadebiutował na 11. miejscu, sprzedając się w całkowitym nakładzie 360 000 egzemplarzy. Trzecim singlem została piosenka See the Day, która zadebiutowała na miejscu dziewiątym. Została wydana 19 grudnia 2005 roku.
Czwartym i ostatnim singlem z trzeciego albumu Girls Aloud została piosenka Whole Lotta History, która dotarła do szóstego miejsca brytyjskiej listy przebojów.

#### 2006–2007: The Sound of Girls Aloud
We wrześniu 2006 roku oficjalnie potwierdzono, że dziewczyny wydadzą składankę swoich największych przebojów. Album „The Sound of Girls Aloud” został wydany 30 października 2006 roku. Album został najlepiej sprzedającym się albumem dziewcząt, sprzedając się w Wielkiej Brytanii w ilości 720 000 egzemplarzy.
Pierwszym singlem z albumu została piosenka Something Kinda Ooooh, wydana 16 października 2006 roku. Piosenka zadebiutowała na miejscu piątym, a po tygodniu dotarła do miejsca trzeciego. Drugim i ostatnim singlem zostało I Think We're Alone Now, które dotarło do miejsca czwartego.

#### 2007–2008: Tangled Up
Tangled Up to czwarty studyjny album zespołu Girls Aloud którego premiera odbyła się 19 listopada 2007 roku w Wielkiej Brytanii. Producentem płyty jest Brian Higgins i Xenomania.
Singlem promującym najnowszą płytę dziewczyn jest Sexy! No No No... Jest on 16. singlem dziewczyn (w Wielkiej Brytanii wydany 3 września 2007). Teledysk został wydany już podczas wakacji, 10 sierpnia 2007. 17. singlem (2 z płyty Tangled Up) została piosenka Call the Shots. Premiera singla odbyła się 26 listopada 2007. Teledysk wydano 16 października 2007. 18. singlem girlsbandu jest Can’t Speak French, który wydany został 17 marca 2008 roku. Teledysk miał premierę 16 lutego 2008 roku. Na 3 singlach Girls Aloud poprzestanie promować album Tangled Up.

#### 2008–2010: Out of Control
Piąty studyjny album (ogółem szósty), który wydany został 3 listopada 2008 roku. W pierwszym tygodniu pobytu na liście UK Albums Chart zajął pierwsze miejsce, co czyni go drugim jak do tej pory albumem Girls Aloud, który osiągnął to miejsce.
Pierwszym singlem promującym album jest piosenka The Promise, która zadebiutowała na miejscu 1. na liście UK Singles Chart (jest ogółem 4 singlem zespołu, który dotarł do pierwszego miejsca). Singiel miał premierę 20 października 2008. W lutym 2009 roku odbyła się gala Brit Awards 2009 na której zespół wykonał ten oto utwór. Singiel został również nominowany do tytułu Najlepszej Piosenki i zdobył tę zaszczytną nagrodę.
Drugim singlem została piosenka The Loving Kind. Singiel wydany został 12 stycznia 2009. Premiera teledysku w Wielkiej Brytanii odbyła się 3 grudnia na kanale 4Music oraz Channel 4. Utwór ten 18 stycznia 2009 roku trafił do TOP 10 na liście UK Singles Chart, co oznacza, że wszystkie wydane do tej pory single znalazły się w TOP 10 w Wielkiej Brytanii.
Trzecim singlem promującym album jest utwór "Untouchable" który został uznany za najlepszą piosenkę albumu "Out of Control". Singiel wydany został 27 kwietnia 2009 roku. Premiera teledysku odbyła się 25 marca 2009 roku na brytyjskim kanale telewizyjnym 4Music i Channel 4. Untouchable jest pierwszym singlem zespołu który nie trafił do Top 10 w Wielkiej Brytanii. Piosenka dotarła do miejsca 11.
Album promowany był również trasą koncertową Out of Control Tour.

#### 2012: Powrót
Po trzech latach przerwy dziewczyny z Girls Aloud ponownie spotkały się w studiu z okazji dziesiątej rocznicy powstania zespołu. Cheryl Cole potwierdziła powrót zespołu i stwierdziła, że będzie to miało miejsce w listopadzie 2012 roku. Powrót grupy związany jest z wydaniem charytatywnego singla dla organizacji Children in Need. Teledysk do utworu został nakręcony w październiku 2012 roku. 9 października 2012 oficjalna strona zespołu została zaktualizowana o odliczanie do dnia premiery teledysku, a następnie wydaniem krótkiego zwiastuna video w dniu 15 października; tego samego dnia singel wyciekł do internetu. Nowy utwór nosi nazwę „Something New”, a jego radiowa premiera odbyła się w rozgłośni Capital FM, w południe 16 października 2012. Oficjalnie singel został wydany 18 listopada 2012.
26 listopada 2012 roku ukazał się album podsumowujący dziesięcioletnią działalność zespołu. Prócz największych przebojów, wydawnictwo zawiera cztery nowe nagrania, powstałe na potrzeby promocji albumu. Krążek dotarł do 9. miejsca UK Albums Chart i rozszedł się do marca 2013 w ilości 156,000 egzemplarzy. Drugim singlem promującym album został utwór „Beautiful 'Cause You Love Me” wydany 17 grudnia 2012 roku. Utwór ten dotarł tylko do 97. miejsca UK Singles Chart i jest pierwszym singlem zespołu, który nie znalazł się w top 20.

#### 2013: Zakończenie kariery
Girls Aloud ogłosiły rozstanie w środę 20 marca 2013 roku, kilka godzin po zakończeniu trasy koncertowej Ten - The Hits Tour 2013.

## Trasy koncertowe
- What Will the Neighbours Say? Live
- Chemistry Tour
- The Sound Of Girls Aloud: The Greatest Hits Tour
- Tangled Up Tour
- Out of Control Tour
- Ten - The Hits Tour 2013
- The Girls Aloud Show (2024)

## Wideografia

### St Trinian's
Film pełnometrażowy, w którym Girls Aloud zagrały szkolne dziewczyny. Powstał także wideoklip do piosenki Theme to St Trinian's Girls Aloud.

### Girls On Film
Jest to płyta DVD wydana w roku 13 czerwca 2005 r. na której znajdują się klipy oraz występy telewizyjne zespołu.
| #   | Title                                        |
| --- | -------------------------------------------- |
| 1.  | „The Show” [MTV Special]                     |
| 2.  | „Love Machine” [MTV Special]                 |
| 3.  | „Here We Go” [MTV Special]                   |
| 4.  | „Sound of the Underground” [MTV Special]     |
| 5.  | 'I’ll Stand by You” [MTV Special]            |
| 6.  | „Jump"                                       |
| 7.  | „Q&A Fan Session” [MTV Special]              |
| 8.  | „Sound of the Underground” [Music Video]     |
| 9.  | „No Good Advice” [Music Video]               |
| 10. | „Life Got Cold” [Music Video]                |
| 11. | „The Show” [Music Video]                     |
| 12. | „Love Machine” [Music Video]                 |
| 13. | „Jump” [Music Video]                         |
| 14. | „I’ll Stand by You” [Music Video]            |
| 15. | „Wake Me Up” [Music Video]                   |
| 16. | „No Good Advice” [Kulisy Produkcji]          |
| 17. | „Love Machine” [Kulisy Produkcji]            |
| 18. | „I’ll Stand by You” [Kulisy Produkcji]       |
| 19. | „The Show” [Kulisy Produkcji]                |
| 20. | „Outdoor Adventure” CD:UK film               |
| 21. | „No Good Advice” CD:UK występ                |
| 22. | „Life Got Cold” Popworld występ              |
| 23. | „Mars Attack” Top of the Pops Sobotni występ |
| 24. | „Wake Me Up” Top of the Pops występ          |
| 25. | „Love Machine” Top of the Pops występ        |
| 26. | Christmas TV ad Easter Egg                   |

### Off the Record
Jest to program składający się z sześciu części ukazujących zespół gdy kamery są wyłączone.

### Style
W dniu 12 listopada 2007 Girls Aloud wydały kolejną płytę DVD, w której opowiadają o różnych sprawach związanych ze stylem. Cheryl opowiada o makijażu, Nicola o spodniach, Kimberley o kupowaniu odzieży w internecie, Sarah o akcesoriach a Nadine o butach. Dołączono także 16 teledysków zespołu, których styl komentowany jest przez Sarah i Cheryl.

## Dyskografia

### Albumy studyjne
- 2003 – Sound of the Underground
- 2004 – What Will the Neighbours Say?
- 2005 – Chemistry
- 2007 – Tangled Up
- 2008 – Out of Control

### Składanki
- 2006 – The Sound of Girls Aloud
- 2007 – Mixed Up
- 2008 – Girls A Live
- 2012 – Ten

### DVD
- 2005 – Girls on Film
- 2005 – What Will The Neighbours Say: Live From Hammersmith Apollo
- 2006 – Girls Aloud: Off The Record
- 2006 – Girls Aloud: Greatest Hits Live From Wembley Arena (Chemistry Tour)
- 2007 – Style (Girls Aloud)
- 2008 – Tangled Up: Live From The O2 2008
- 2008 – Ghost Hunting With Girls Aloud

### Blu-rays
- 2008 – Tangled Up: Live From The O2 2008